# Świerk z okolic Zwierzyńca
Świerk z okolic Zwierzyńca – pomnikowy świerk pospolity rosnący na skraju zrębu, w pobliżu osady Zwierzyniec, olbrzym świerkowy, jeden z najpotężniejszych świerków polskiej części Puszczy Białowieskiej.
Obecny obwód pnia na wysokości 130 cm od postawy wynosi 394 centymetrów (według pomiarów dokonanych przesz Tomasza Niechodę w 2009 roku), obecna wysokość drzewa wynosi 46 metrów (według pomiarów z 2009).
Drzewo wykiełkowało w XIX wieku; jego wiek jest szacowany na najwyżej 200 lat.
Drzewo ocalało w czasach rabunkowej eksploatacji puszczy, gdy nie obowiązywały zakazy zabraniające wycinkę olbrzymich drzew (polanka obok niego powstała w wyniku wycinki).
Świerk, jak na swoje rozmiary, jest w bardzo dobrej kondycji; korona drzewa jest dorodna, gęsto pokryta igliwiem. Dzięki polanie świerk jest łatwy do fotografowania.